# Folsomiella
Genre
Folsomiella est un genre de collemboles de la famille des Brachystomellidae.

## Distribution
Les espèces de ce genre se rencontrent en Amérique.

## Liste des espèces
Selon Checklist of the Collembola of the World (version du 22 novembre 2019) :
- Folsomiella albida (Arlé, 1960)
- Folsomiella caeca (Folsom, 1927)
- Folsomiella intermedia (Arlé, 1939)
- Folsomiella polylepiana Massoud, 1967
- Folsomiella pseudocaeca de Mendonça, Fernandes & Abrantes, 2005
- Folsomiella trisetosa de Mendonça, Fernandes & Abrantes, 2005

## Étymologie
Ce genre est nommé en l'honneur de Justus Watson Folsom.

## Publication originale
- Bonet, 1930 : Remarques sur les hypogastruriens cavernicoles avec descriptions d’espèces nouvelles (Collembola). Eos, vol. 6, p. 113–139.